# Saccoderma falcata
Saccoderma falcata és una espècie de peix d'aigua dolça de la família dels caràcids i de l'ordre dels caraciformes. Viu a la conca del riu Sinú a Colúmbia. Va ser descrit per l'ictiòleg suec George Dahl el 1955.